# 天津交通
天津交通包括天津市的公路、轨道交通、航空、航海、公交等多种出行方式。

## 航空
天津滨海国际机场(ZBTJ)位于天津市东丽区，离天津市中心和天津滨海新区有20余公里的距离。1950年8月1日中华人民共和国第一条民用航线从这里起飞。同时，承担起中华人民共和国专业飞行和技术人才培养的任务（中国民航大学亦坐落于此），被誉为“新中国民航的摇篮”。1974年，天津机场被确定为首都机场的备降机场。1996年10月国务院将天津机场升格为「国际定期航班机场」，並改名至现今名称。2002年12月，天津滨海国际机场加盟首都机场集团公司，成为其重要的组成部分。2008年，天津滨海国际机场一期扩建工程完工。2009年5月，天津滨海国际机场新建第二条跑道投入使用，使天津机场成为国内具备双跑道独立运行能力的机场之一。
2006年6月8日中国国家发改委宣布，在天津滨海新区建立一条空中客车A320客机总装线。2008年9月28日，空中客车A320系列飞机天津总装线正式投产，中国天津成为欧洲大陆以外第一个向客户交付空中客车飞机的城市，这也是空中客车继法国、德国之外的第三条总装生产线。

## 铁路
天津是近代中国铁路的发祥地，不仅处于京沪铁路、津山铁路两大传统铁路干线的交汇处，还是京沪高速铁路、京津城际铁路、津秦客运专线、津保客运专线等高速铁路的交汇处，是北京通往东北和上海方向的重要铁路枢纽。

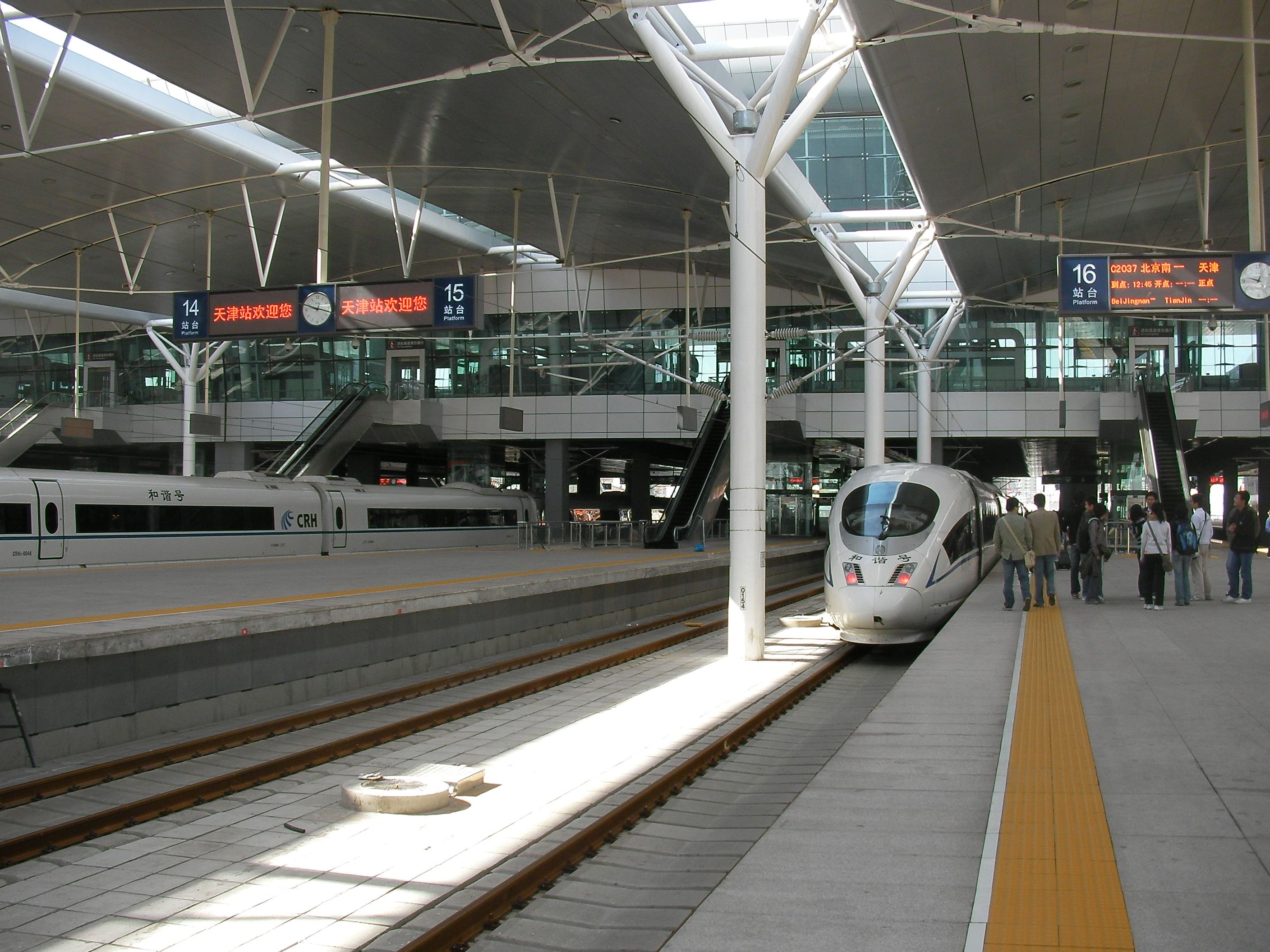
停靠在天津站的京津城际和谐号CRH3型电力动车组

### 铁路线路
- 高速铁路
  - 京津城际铁路，途径武清站、天津站。
  - 津滨城际铁路，途径天津站、塘沽站、滨海站。
  - 京沪高速铁路，途径天津南站，联络线连接天津西站始发站。
  - 津保客运专线，始发于天津西站。
  - 津秦客运专线，途径天津西站、天津站、滨海西站、滨海北站。
  - 天津地下直径线，连接天津西站至天津站。
- 普速铁路
  - 京沪铁路，途径天津西站、杨柳青站等。
  - 津山铁路，途径天津北站、天津站、塘沽站等。
  - 京哈铁路，途径蓟州站等。
  - 津霸铁路，途径南仓站、北仓站，与京九铁路相联。
  - 津蓟铁路，途径蓟州北站等，与京哈铁路，大秦铁路相联。
  - 大秦铁路，途径蓟县西站、翠屏山站等。

### 铁路车站

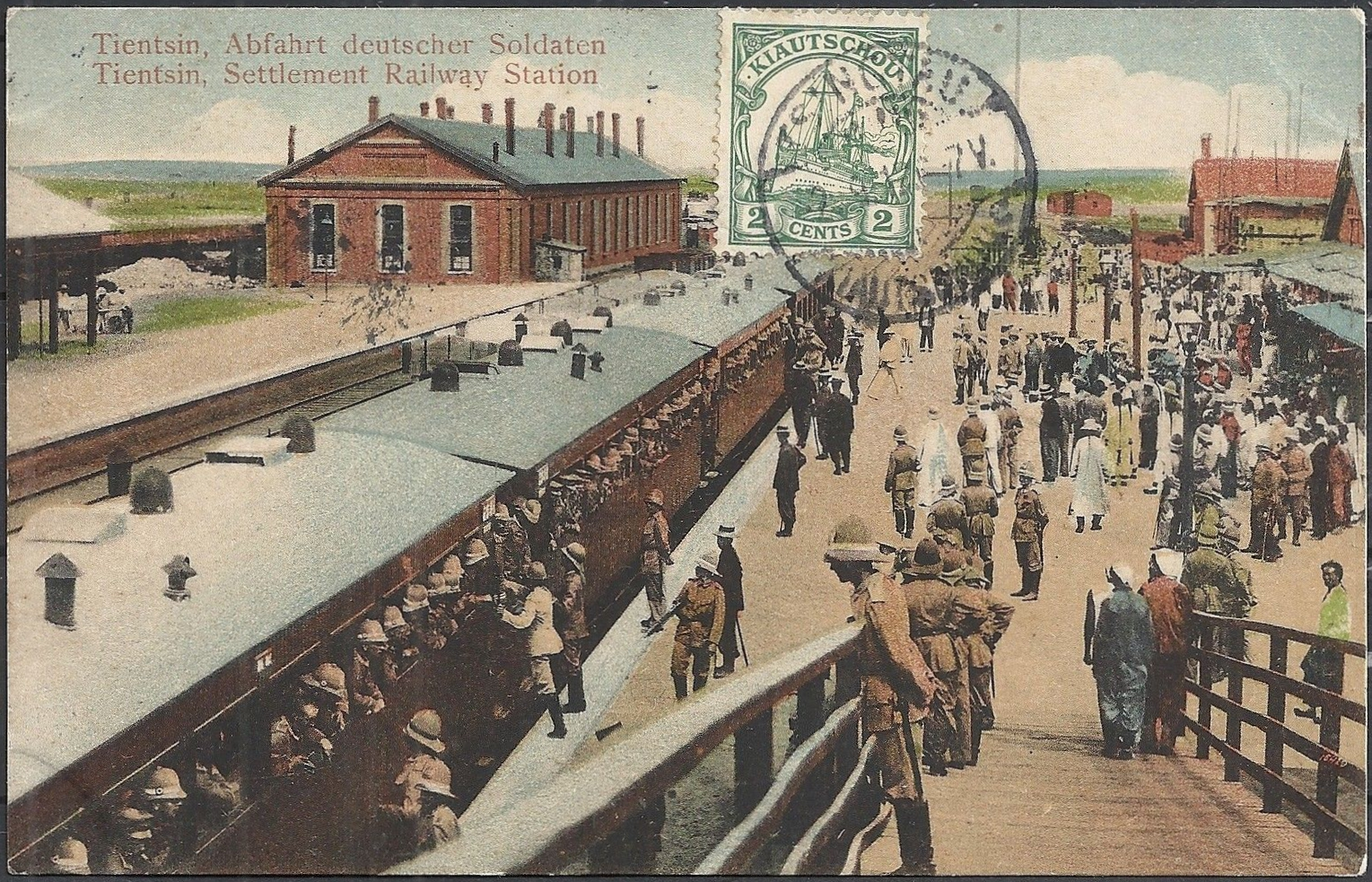
庚子事变期间，老龙头火车站内的德国军队列车

- 天津站，俗称天津东站，现位于河北区河东区交界处，海河北岸。它始建于1886年，1888年10月3日通车，1892年迁入现址，又名“老龙头火车站”。1900年重新扩建，命名“天津紫站”，1904年更名“天津老站”，1911年更名“天津东站”。1987年4月9日扩建，1988年10月1日竣工。2007年1月再次实施改扩建工程，客运功能已于2008年8月1日投入使用。天津站是京津城际铁路在天津市区的始发站。

- 天津西站位于天津市红桥区，是中国南北与东西高速铁路的相交处，有京沪高速铁路、京津城际铁路、津保客运专线、津秦客运专线四条高速铁路接入，同时还有京沪铁路通过，是连接华北、东北和华东地区的重要枢纽站，新天津西站已于2011年6月30日与京沪高速铁路同步投入使用[1]。天津西站距离天津站约4千米，由天津地下直径线连接。具有百年历史采用德国设计和原料的哥特式老候车楼平移作铁路博物馆。

天津西站全景

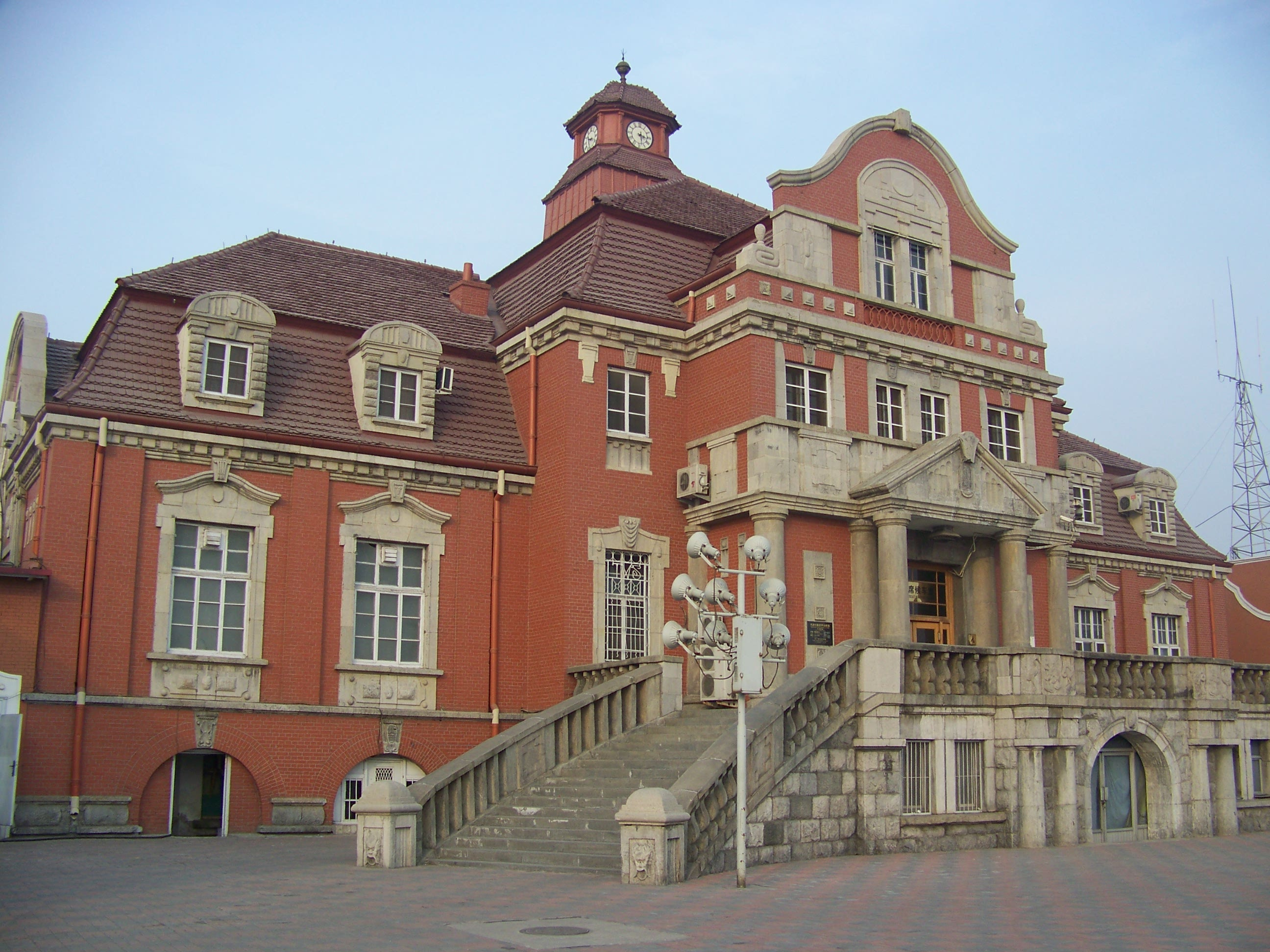
天津西站老站房

- 天津北站，位于河北区，距离天津站4千米。1907年兴建，初名“新开河火车站”，因时任直隶总督袁世凯的倡议，而获名“新站”，后改叫北站，具有百年历史，基本上保留了清末民初的风貌，现在办理津蓟市郊线客运业务。

- 天津南站，位于西青区，是京沪高速铁路上的一座高架高铁车站，于2011年6月30日开通运营[2]。旧天津南站位于河东区，为货运站，现已拆除。

- 滨海站，曾名“于家堡站”，位于天津市滨海新区于家堡金融商务区，为地下式高速铁路专用车站，是京津城际铁路延长线的位于滨海新区的终点站，由美国SOM建筑设计事务所设计。

- 滨海西站、滨海北站，位于天津市滨海新区津秦客运专线上，均由北京局集团唐山直属站管辖。

- 塘沽站位于滨海新区，有津山铁路和津滨城际铁路即京津城际铁路延长线通过。

- 杨柳青站，位于天津市西青区杨柳青镇，曾为天津西站扩建时期的临时站，现办理少量普速列车旅客乘降业务。

- 天津泰达站，位于天津经济技术开发区，由于塘沽站的重新投入使用，目前此站不再办理客运。

- 天津临时客运站，又称月牙河火车站，位于天津市河东区东兴立交桥附近，由于自2007年1月15日零时起天津站进行封闭改造而投入运营。为中国铁路临时客运站里，规模最大，功能较齐全的临时客运站。2008年8月1日京津城际铁路正式开通后，临时站不再办理客运。目前，天津临时客运站，已经被废弃并拆除。

更详尽的信息，请参阅京津城际铁路、津滨城际铁路、津秦客运专线、津保客运专线、京沪高速铁路、天津地下直径线及天津地鐵。

## 公共交通

### 城市交通

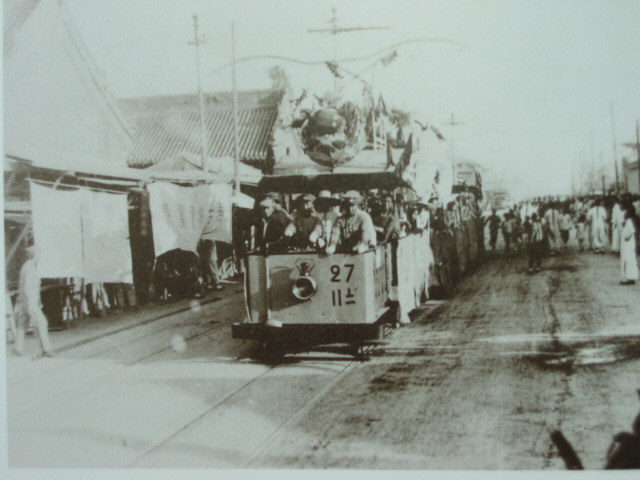
1906年开通运营的天津环城有轨电车

天津也是中国近代第一个拥有公共交通系统并开通有轨电车的城市。1904年4月26日，经时任直隶总督兼北洋大臣的袁世凯批准，天津海关道唐绍仪和候补道蔡绍基等人，代表中方与比利时驻天津领事官签署了成立“天津电车电灯公司”的合同并于同年由比利时世昌洋行开始修建。1906年6月，中国的第一条城市公交线路天津环城有轨电车白牌有轨电车在天津正式运营,早于英商兴办的上海有轨电车两年。（详见天津环城有轨电车。）

#### 轨道交通
- 地铁

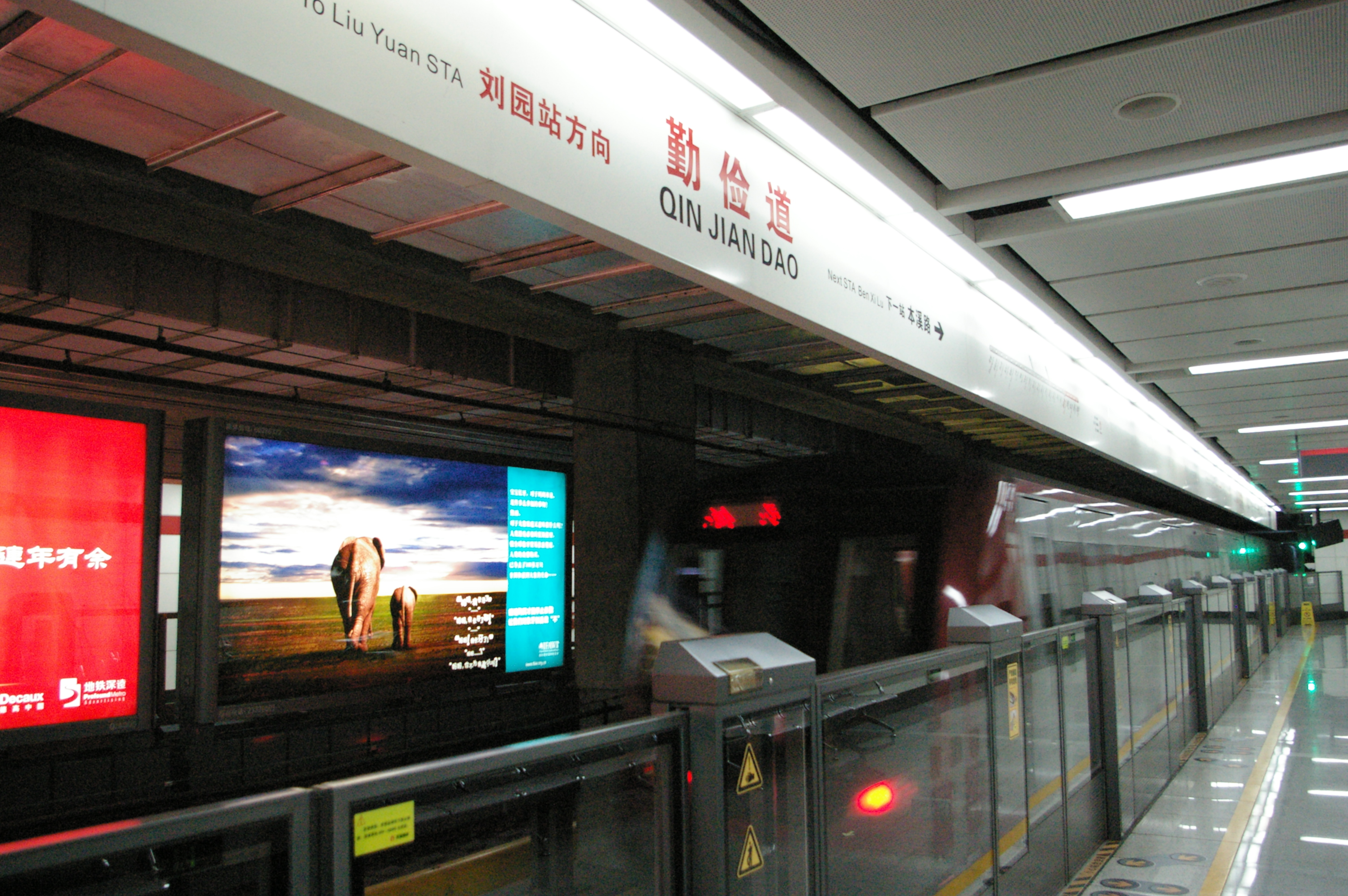
天津地铁一号线勤俭道站

天津地铁为服务于中国天津市中心城区及滨海新区的城市轨道交通系统，始建于1970年4月7日。天津是继北京后中国第二个建设城市轨道交通系统的城市。
天津地铁始建于1970年4月7日，地铁工程由于资金限制被迫停建。1981年重新启动，于1984年12月28日建成通车（最初一段在于1976年开通），2001年10月9日停止运营进行既有线改造，改造工程于2002年11月21日正式开工，并于2005年12月28日建成通车，2006年6月12日正式运营。截至2013年，天津地铁已经开通一号线、二号线、三号线六号线及九号线五条线路。其中一号线全长26.188公里，设22座运营车站。二号线于2006年开工建设，2012年建成分两段试运营（建国道站由于事故原因暂缓开通，天津滨海国际机场段施工），并于2014年8月28日通达滨海国际机场站，全线正式运营。三号线于2006年开工建设，2013年12月28日正式投入运营。六号线（北段）于2012年开工建设，2016年12月31日开始运营，运营区间为南孙庄站至南翠屏站（其中北运河站暂缓开通。五号线和六号线（南段）于2012年年底开工建设，已于2018年建成通车。四号线南段和六号线二期于2021年12月建成通车。十号线于2022年11月建成通车。
- 轻轨

津滨轻轨，西段又称天津地铁9号线，始建于2001年1月18日，一期工程东段于2003年9月30日建成通车，2004年3月28日开始试运营。
津滨轻轨一期工程，即中山门至东海路段，设14座车站，全长45.409千米，其中高架线39.915千米，地面线5.494千米，于2001年5月18日开工建设，2003年9月30日建成通车。津滨轻轨二期工程，又称天津地铁9号线，天津站至中山门段，设5座车站，全长7.35千米，其中高架线0.58千米，过渡线0.28千米，地下线6.67千米，于2004年开工建设，当时计划于2009年建成通车。由于天津站轨道换乘中心建设在2009年不能竣工，天津站已于2012年下半年通车。津滨轻轨三期工程，计划向北延长到汉沽地区，途径中新生态城，并在生态城内设有8站，使用浅埋方式，与生态城同步建设。曾计划于2008年开工，2010年竣工，但由於各種原因所以此計畫已取消。
- 导轨电车

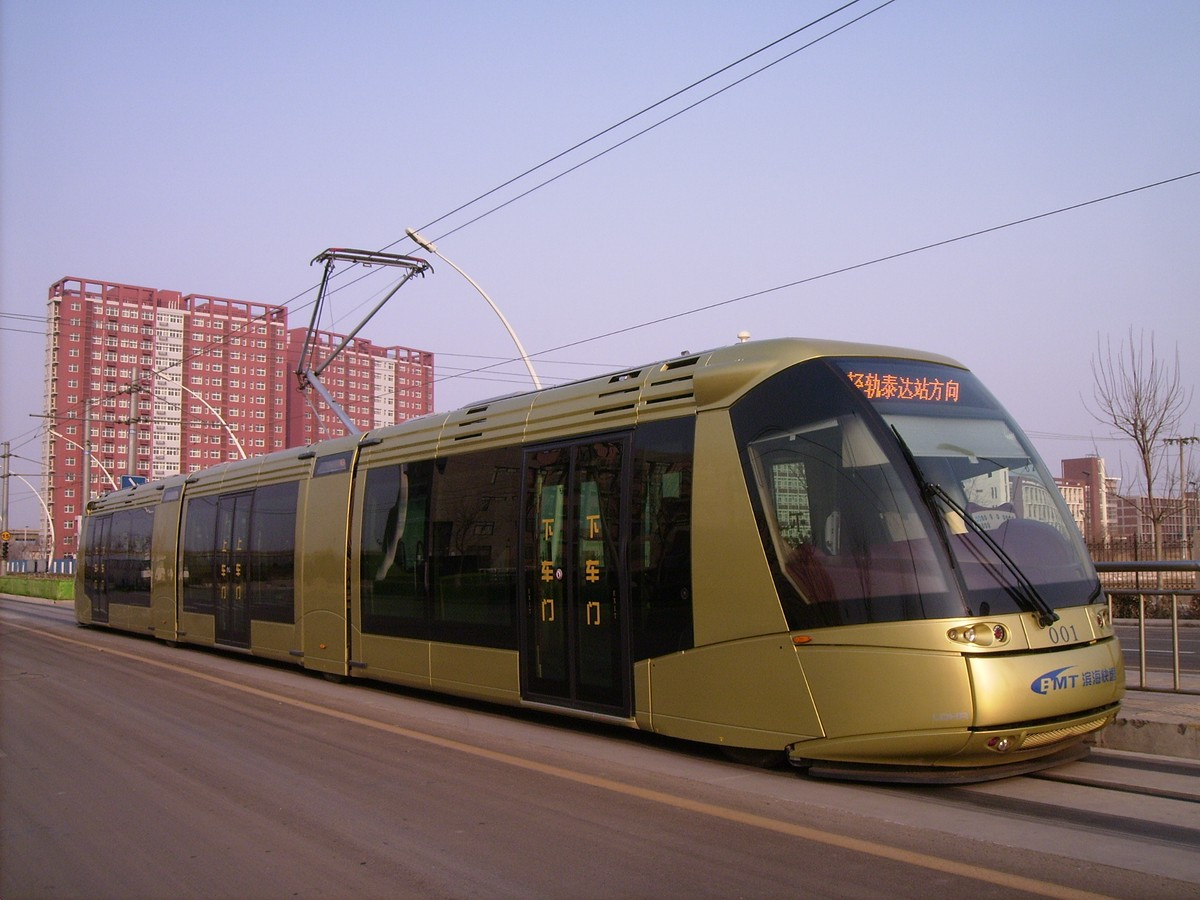
天津开发区导轨电车一号线

滨海新区有轨电车工程于2006年年底通车，引入法国的Translohr胶轮导轨轻铁系统。工程总投资人民币5亿元，其中一期工程试验线1.9亿元(不含车辆)。
一期工程为试验线，2006年年底天津开发区导轨电车一号线一期工程通车，一期工程从津滨轻轨泰达站到泰达第十三大街天津科技大学泰达校区，全长约8.8公里，计划采用岛式月台设计，设置14座车站，每3分钟一班车，每班车全程运行20分钟。
二期工程从海河外滩公园到基辅号航母主题公园，全程30公里。

#### 公交和城市卡

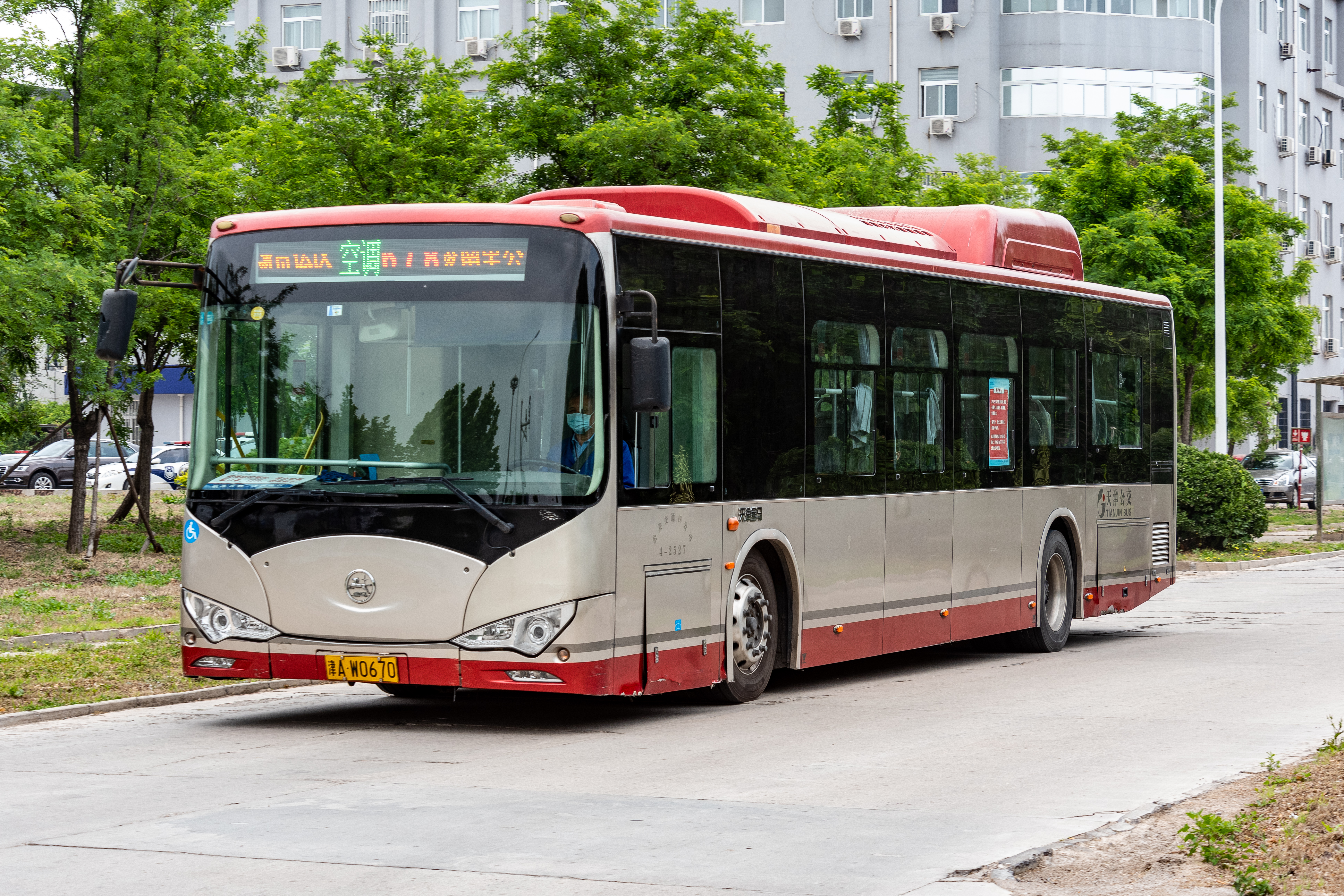
天津公交678路

截至2020年末，天津公交运营线路1002条，线网里程27140千米，营运公共汽车1.24万辆，地面公交日均客运量168万人次，公共汽车年客运量10.26亿人次。天津公交车有不同的票价级别，市区公交车票价为2元。另外，天津城市卡和京津一卡通是具有多种付费功能的非接触式IC卡，可以在地铁，轻轨，公交，出租车，市政等多方面使用，京津一卡通可与北京通用。自2006年12月28日，城市卡开始在地铁中投入使用，持城市卡乘车可享受9.5折优惠。

#### 出租车
天津最早的出租车始于1915年，到了上世纪30年代，已有私人车行近百家，拥有各种出租车300多辆，大部分都是进口汽车。当时比较大的车行有：“文记车行”“大同汽车行”，还有地方官僚经营的“光裕汽车行”。这几家大车行当时每家都有30至40辆车。此外，还有个体经营的车行，如三义庄的“和记”，建国道的“红利”“义达”等车行。当时的出租汽车大部分穿行在租界，为少数官僚买办和富商等人服务。但到中华人民共和国成立初期，只剩下18户私人车行，仅拥有小轿车21辆。
建国后，“天津市出租汽车公司”于1975年1月1日成立。此后，市政府逐年拨款增加车辆，使出租汽车行业得到迅速发展。90年代，大发，夏利和丰田相继成为天津出租车型。自2008年以来，市内主要使用丰田花冠和一汽威志两种车型。目前，天津出租实行的价格是起步价3公里8元，超过三公里每公里1.7元，另有少量出租车实行每公里2元运价，主要为帕萨特等中高档车型。

## 港口
天津港是世界等级最高的人工深水港，辐射全国52%面积,是中国华北、东北、西北地区以及蒙古国等内陆国家的主要出海口,航线通达世界180多个国家和地区的500多个港口，成为连接中国北方与世界多个国家和地区的重要枢纽，吞吐量世界第五的综合性港口。
港口分為北疆、南疆、東疆、海河四大港區，共有85個泊位；北疆港區從事集裝箱和雜貨運輸；南疆港區從事散貨運輸；海河港區是小型船舶碼頭；東疆港區則為天津港的一個新港區。

## 公路

### 城市道路
天津老城区(天津卫和租界区)的城市道路是正南北正东西或与海河走向平行、垂直。由于近代租界的设立，天津公路交通建设起步较早，1914年，意大利驻天津领事费洛梯上尉与艾克森美孚合作，将天津意租界大马路（建国道）建成天津第一条柏油路。
1949年后城市面积增长很快，城市道路在原有基础上改增扩明显，有正南北正东西的，也有因各种既定原因建成的不规则走向的路，使许多外地人找不着方向。

### 城市快速路网与环路

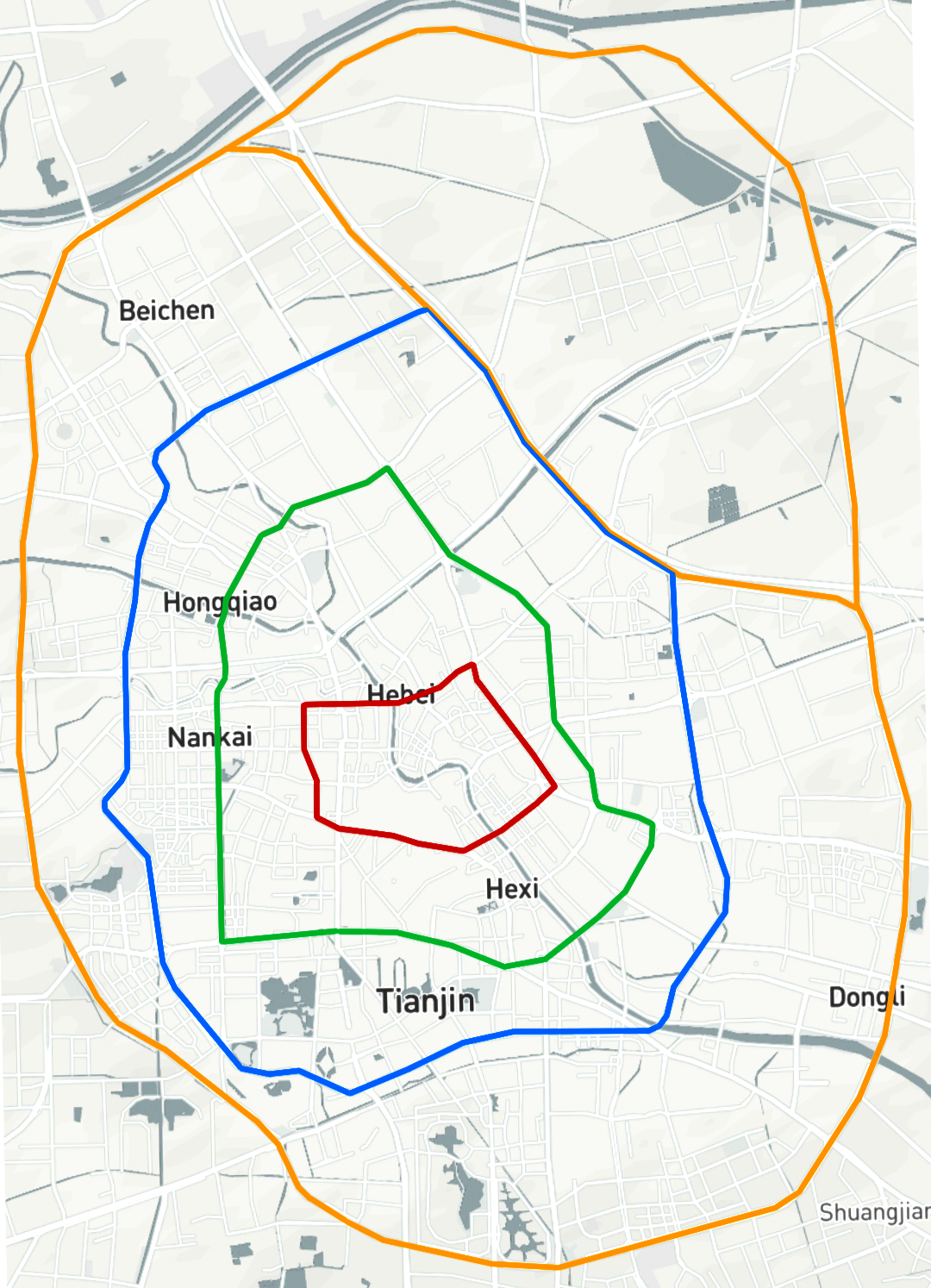
天津内环线
天津中环线
天津快速路
天津外环线

天津城市道路是环形加放射性的格局。已建成建设的城市快速路网主要由三环十四射构成，快速路介于中环线和外环线之间，通常被称为第四环线。

### 高速公路
根据2021年出台的省级公路网规划，天津市高速公路网由9横、6纵、6联络路线组成，共约1490公里。

#### 国家高速路线
- 京哈高速（冀津界 - 宝坻 - 津冀界）
- 秦滨高速（冀津界 - 宁河 - 滨城 - 津冀界）
- 京秦高速（冀津界 - 蓟州 - 津冀界）
- 京沪高速（冀津界 - 武清 - 静海 - 津冀界）
- 津石高速（南港工业区 - 静海 - 津冀界）
- 荣乌高速（冀津界 - 津城 - 津冀界（新线规划中））
- 长深高速（冀津界 - 宁河 - 滨城 - 津冀界）
- 天津绕城高速（由原 滨保高速、京沪高速、津石高速和长深高速组成，呈σ形，宁河 - 武清 - 静海 - 滨城 - 宁河）

#### 省级高速路线（津高速）
- 津蓟高速（属于 京蓟津高速一部分，津城 - 宝坻 - 蓟州 - 津京界）
- 津宁高速（津城 - 宁河）
- 津滨高速（津城 - 滨城）
- 津港高速（津城 - 滨城，部分开放路线）
- 荣乌联络线（津城 - 滨城）
- 津沧高速（京津冀编号S3305，津城 - 静海 - 津冀界）
- 津雄高速（津城 - 津冀界）
- 海滨大道（滨城东部，部分开放路线）
- 塘承高速（滨城 - 宁河 - 宝坻 - 蓟州）
- 京津高速（京津冀编号S3301，京津界 - 武清 - 滨城）
- 京津塘高速（将提升改造成为 武滨高速，武清 - 津城 - 滨城）
- 津晋高速（津城 - 滨城）
- 宁静高速（津城东部，部分规划中）
- 南港高速（中长期规划）
- 京沪密涿联络线（泗村店立交 - 和平庄立交 - 津冀界）
- 津汉联络线（东丽湖立交 - 空港经济区三桥 - 北塘立交）
- 京津联络线（津蓟铁路立交 - 双街立交）

#### 京津冀高速路线
- 京蓟津高速（ 津蓟高速）
- 京津高速（市级编号S30）
- 津沧高速（市级编号S6）
- 唐廊高速（冀津界 - 宁河 - 武清 - 津冀界）

#### 等级未定高速路线
- 天津港集疏运专用货运通道

## 链接
1. ↑  . 北方网. 2011-06-30  [2011-07-01]. （原始内容存档于2017-01-04）.
2. ↑  . 天津日报. 2011-03-02  [2011-03-03]. （原始内容存档于2014-01-07）.
3. ↑  .   [2009-11-30]. （原始内容存档于2013-06-13）.
4. ↑  . stats.tj.gov.cn.   [2023-01-11]. （原始内容存档于2022-10-31）.
5. ↑  .   [2009-11-30]. （原始内容存档于2009-10-12）.
6. ↑  .   [2009-11-30]. （原始内容存档于2009-08-18）.
7. ↑  .   [2009-11-30]. （原始内容存档于2011-11-03）.
8. ↑  . 天津市交通运输委员会. 2021年4月1日  [2023年5月25日]. （原始内容存档于2023年2月5日）.